# Pearsall
Pearsall [ˈpɪərsɔːl] är administrativ huvudort i Frio County i Texas. Orten planlades 1882 och fick sitt namn efter Thomas W. Pearsall som var vicedirektör på järnvägsbolaget Missouri Pacific Railroad. Enligt 2010 års folkräkning hade Pearsall 9 146 invånare.